# Wohnbach (Schillingsfürst)
Wohnbach ist ein Gemeindeteil der Stadt Schillingsfürst im Landkreis Ansbach (Mittelfranken, Bayern). Wohnbach liegt in der Gemarkung Faulenberg.

## Geografie
Das Dorf liegt am Wohnbach, einem rechten Zufluss der Tauber. 0,5 km östlich des Ortes erheben sich der Vordere und Hintere Grasbühl, 1 km südwestlich liegt das Seefeld. Eine Gemeindeverbindungsstraße führt über Schafhof zur Staatsstraße 2247 (1,7 km südlich) bzw. nach Neuweiler zur Kreisstraße AN 7 (1,2 km nördlich). Eine weitere Gemeindeverbindungsstraße führt zur St 2247 bei Bellershausen (1,7 km westlich) bzw. zur Obermühle (0,2 km östlich).

## Geschichte
Im Jahre 1804 gab es in dem Ort zehn Untertansfamilien. Grundherren waren das hohenlohische Amt Schillingsfürst (6) und die Reichsstadt Rothenburg (4).
Mit dem Gemeindeedikt (frühes 19. Jahrhundert) wurde Wohnbach dem Steuerdistrikt Bellershausen und der Ruralgemeinde Faulenberg zugeordnet. Im Zuge der Gebietsreform in Bayern wurde diese am 1. Januar 1977 nach Schillingsfürst eingemeindet.

### Baudenkmal
- Haus Nr. 8: eingeschossiges Wohnstallhaus, Fachwerk, 1804, spätere Aufstockung[8]

### Einwohnerentwicklung
| Jahr      | 001818 | 001840 | 001861 | 001871 | 001885 | 001900 | 001925 | 001950 | 001961 | 001970 | 001987 |
| Einwohner | 54     | 49     | *64    | 58     | 59     | *59    | *52    | *49    | *50    | *52    | 44     |
| Häuser    | 11     | 10     |        |        | 10     | *11    | *11    | *11    | *11    |        | 14     |
| Quelle    | [ 6 ]  | [ 10 ] | [ 11 ] | [ 12 ] | [ 13 ] | [ 14 ] | [ 15 ] | [ 16 ] | [ 17 ] | [ 18 ] | [ 1 ]  |

## Religion
Der Ort ist seit der Reformation evangelisch-lutherisch geprägt und bis heute nach St. Bartholomäus (Diebach) gepfarrt. Die Einwohner römisch-katholischer Konfession sind nach St. Laurentius (Bellershausen) gepfarrt.